# John W. Behnken
John William Behnken (* 19. März 1884 in Cypress, Texas; † 23. Februar 1968 in Hollywood, Florida) war ein US-amerikanischer lutherischer Geistlicher.

## Werdegang
Behnken kam als Sohn des George W. Behnken und der Helen Wunderlich Behnken zur Welt. Er besuchte das St. John’s College und das Concordia Seminary in St. Louis. 1906 wurde er zum Priester geweiht. Von 1920 bis 1926 war er Vizepräses, dann von 1926 bis 1929 Präses der Diözese Texas der Missouri-Synode. 1929 wurde er Vizepräsident der Missouri-Synode und war von 1935 bis 1962 deren Präsident.

## Ehrungen
- 1953: Großes Verdienstkreuz der Bundesrepublik Deutschland